# Greg Docherty
Greg Docherty (Milngavie, 10 settembre 1996) è un calciatore scozzese, centrocampista del Charlton.

## Carriera

### Club
Cresciuto nel settore giovanile dell'Hamilton Academical, ha esordito in prima squadra il 7 dicembre 2013, nella partita persa per 0-1 contro l'Alloa Athletic.
Il 25 gennaio 2018 viene acquistato a titolo definitivo dai Rangers, con cui firma fino al 2022. L'8 agosto seguente passa in prestito stagionale allo Shrewsbury Town.

### Nazionale
Ha giocato nelle nazionali giovanili scozzesi Under-17 ed Under-21.

## Statistiche

### Presenze e reti nei club
Statistiche aggiornate al 13 aprile 2024.
| Stagione                   | Club                       | Campionato                 | Campionato | Campionato | Coppe nazionali | Coppe nazionali | Coppe nazionali | Coppe continentali | Coppe continentali | Coppe continentali | Supercoppe | Supercoppe | Supercoppe | Totale | Totale |
| Stagione                   | Club                       | Comp                       | Pres       | Reti       | Comp            | Pres            | Reti            | Comp               | Pres               | Reti               | Comp       | Pres       | Reti       | Pres   | Reti   |
| -------------------------- | -------------------------- | -------------------------- | ---------- | ---------- | --------------- | --------------- | --------------- | ------------------ | ------------------ | ------------------ | ---------- | ---------- | ---------- | ------ | ------ |
| 2013-2014                  | Hamilton Academical        | SC                         | 3          | 0          | SC+CdL          | 0+0             | 0               | -                  | -                  | -                  | -          | -          | -          | 3      | 0      |
| 2014-2015                  | Hamilton Academical        | PL                         | 7          | 1          | SC+CdL          | 0+0             | 0               | -                  | -                  | -                  | -          | -          | -          | 7      | 1      |
| 2015-2016                  | Hamilton Academical        | PL                         | 34         | 1          | SC+CdL          | 1+1             | 1+0             | -                  | -                  | -                  | -          | -          | -          | 36     | 2      |
| 2016-2017                  | Hamilton Academical        | PL                         | 30+2       | 1+1        | SC+CdL          | 1+5             | 0               | -                  | -                  | -                  | -          | -          | -          | 38     | 2      |
| 2017-gen. 2018             | Hamilton Academical        | PL                         | 21         | 3          | SC+CdL          | 0+4             | 0               | -                  | -                  | -                  | -          | -          | -          | 25     | 3      |
| Totale Hamilton Academical | Totale Hamilton Academical | Totale Hamilton Academical | 95+2       | 6+1        |                 | 12              | 1               |                    | -                  | -                  |            | -          | -          | 109    | 8      |
| gen.-giu. 2018             | Rangers                    | PL                         | 11         | 0          | SC+CdL          | 3+0             | 0               | UEL                | -                  | -                  | -          | -          | -          | 14     | 0      |
| 2018-2019                  | Shrewsbury Town            | FL1                        | 41         | 7          | FACup+CdL       | 7+1             | 2+0             | -                  | -                  | -                  | EFLT       | 1          | 1          | 50     | 11     |
| 2019-gen. 2020             | Rangers                    | PL                         | 0          | 0          | SC+CdL          | 0+1             | 0               | UEL                | 4                  | 0                  | -          | -          | -          | 5      | 0      |
| Totale Rangers             | Totale Rangers             | Totale Rangers             | 11         | 0          |                 | 4               | 0               |                    | 4                  | 0                  |            | -          | -          | 19     | 0      |
| gen.-apr. 2020             | Hibernian                  | PL                         | 6          | 1          | SC+CdL          | 2+0             | 2+0             | -                  | -                  | -                  | -          | -          | -          | 8      | 3      |
| 2020-2021                  | Hull City                  | FL1                        | 44         | 5          | FACup+CdL       | 0+2             | 0               | -                  | -                  | -                  | EFLT       | 2          | 1          | 48     | 6      |
| 2021-2022                  | Hull City                  | FLC                        | 40         | 0          | FACup+CdL       | 1+0             | 0               | -                  | -                  | -                  | -          | -          | -          | 41     | 0      |
| 2022-2023                  | Hull City                  | FLC                        | 35         | 1          | FACup+CdL       | 1+0             | 0               | -                  | -                  | -                  | -          | -          | -          | 36     | 1      |
| 2023-2024                  | Hull City                  | FLC                        | 15         | 0          | FACup+CdL       | 2+0             | 0               | -                  | -                  | -                  | -          | -          | -          | 17     | 0      |
| Totale Hull City           | Totale Hull City           | Totale Hull City           | 134        | 6          |                 | 6               | 0               |                    | -                  | -                  |            | 2          | 1          | 142    | 7      |
| Totale carriera            | Totale carriera            | Totale carriera            | 287+2      | 20+1       |                 | 32              | 5               |                    | 4                  | 0                  |            | 3          | 2          | 328    | 28     |

### Cronologia presenze e reti in nazionale
| Cronologia completa delle presenze e delle reti in nazionale ― Scozia under 21 | Cronologia completa delle presenze e delle reti in nazionale ― Scozia under 21 | Cronologia completa delle presenze e delle reti in nazionale ― Scozia under 21 | Cronologia completa delle presenze e delle reti in nazionale ― Scozia under 21 | Cronologia completa delle presenze e delle reti in nazionale ― Scozia under 21 | Cronologia completa delle presenze e delle reti in nazionale ― Scozia under 21 | Cronologia completa delle presenze e delle reti in nazionale ― Scozia under 21 | Cronologia completa delle presenze e delle reti in nazionale ― Scozia under 21 |
| Data                                                                           | Città                                                                          | In casa                                                                        | Risultato                                                                      | Ospiti                                                                         | Competizione                                                                   | Reti                                                                           | Note                                                                           |
| ------------------------------------------------------------------------------ | ------------------------------------------------------------------------------ | ------------------------------------------------------------------------------ | ------------------------------------------------------------------------------ | ------------------------------------------------------------------------------ | ------------------------------------------------------------------------------ | ------------------------------------------------------------------------------ | ------------------------------------------------------------------------------ |
| 5-10-2016                                                                      | Reykjavík                                                                      | Islanda under 21                                                               | 2 – 0                                                                          | Scozia under 21                                                                | Qual. Europeo Under-21 2017                                                    | -                                                                              | 63’                                                                            |
| 9-11-2016                                                                      | Myjava                                                                         | Slovacchia under 21                                                            | 4 – 0                                                                          | Scozia under 21                                                                | Amichevole                                                                     | -                                                                              | 68’                                                                            |
| 6-10-2017                                                                      | Middlesbrough                                                                  | Inghilterra under 21                                                           | 3 – 1                                                                          | Scozia under 21                                                                | Qual. Europeo Under-21 2019                                                    | -                                                                              | 82’                                                                            |
| 23-3-2018                                                                      | Andorra la Vella                                                               | Andorra under 21                                                               | 1 – 1                                                                          | Scozia under 21                                                                | Qual. Europeo Under-21 2019                                                    | -                                                                              | 53’                                                                            |
| Totale                                                                         |                                                                                | Presenze                                                                       | 4                                                                              |                                                                                | Reti                                                                           | 0                                                                              |                                                                                |

## Palmarès

### Club

#### Competizioni nazionali
- Football League One: 1

Hull City: 2020-2021